# گالمسبول
گالمسبول (به آلمانی: Galmsbüll) یک شهر در آلمان است که در نوردفرایسلند واقع شده‌است.
 گالمسبول  ۶۷۷ نفر جمعیت دارد.